# レッド・デコイ・ドッグ
レッド・デコイ・ドッグ（英: Red Decoy Dog）とは、イングランド原産の小型の猟犬犬種である。イングリッシュ・レッド・デコイ・ドッグ（英：English Red Decoy Dog）ともいう。現在は絶滅している。

## 概要
デコイとは英語で囮やおびき寄せることを意味する。レッド・デコイ・ドッグは、川を横切るように仕掛けられた網の近くでぐるぐると走り回ったりして水鳥の気を引く。集まったところで猟師が網を引き、捕らえるのを手伝っていた。犬の詳細はほとんど不明であるが、赤褐色の小型の犬であったとされる。また、このような行動をする猟犬を作り出すきっかけとして、キツネの行動が参考とされた。
近代的な猟銃の普及により、網を使った猟が廃れると、イングランドのデコイ・ドッグは消滅した。同じような猟に使われ、現在も存在する犬種として、オランダのコーイケルホンディエや、カナダのノヴァ・スコシア・ダック・トーリング・レトリーバーがある。